# Liste der Monuments historiques in Égreville
Die Liste der Monuments historiques in Égreville führt die Monuments historiques in der französischen Gemeinde Égreville auf.

## Liste der Bauwerke
| Bezeichnung             | Beschreibung                     | Standort | Kennzeichnung | Schutzstatus   | Datum     | Bild           |
| ----------------------- | -------------------------------- | -------- | ------------- | -------------- | --------- | -------------- |
| Schloss                 | Erbaut im 16. Jahrhundert        | (Lage)   | PA00086946    | Inscrit        | 1926 2002 | weitere Bilder |
| Kirche St-Martin        | Erbaut ab dem 13. Jahrhundert    | (Lage)   | PA00086947    | Classé Inscrit | 1913 1946 | weitere Bilder |
| Markthalle              | Erbaut Ende des 15. Jahrhunderts | (Lage)   | PA00086948    | Classé         | 1912      | weitere Bilder |
| Anwesen Dufet-Bourdelle | Erbaut 1966                      | (Lage)   | PA00135372    | Inscrit        | 1995      | weitere Bilder |

## Liste der Objekte
| Bezeichnung                                                                        | Beschreibung           | Standort                       | Kennzeichnung | Schutzstatus | Datum | Bild           |
| ---------------------------------------------------------------------------------- | ---------------------- | ------------------------------ | ------------- | ------------ | ----- | -------------- |
| Grabplatte für Aymond d'Egreville († 1523) und seine Frau Louise Poussard († 1552) | Stein, 16. Jahrhundert | in der Kirche St-Martin (Lage) | PM77000596    | Classé       | 1908  |                |
| Glocke                                                                             | Bronze, 1855 gegossen  | in der Kirche St-Martin (Lage) | PM77002434    | Inscrit      | 1977  | weitere Bilder |